# Alto Alegre do Pindaré
Alto Alegre do Pindaré è un comune del Brasile nello Stato del Maranhão, parte della mesoregione dell'Oeste Maranhense e della microregione di Pindaré.